# Lód VIII

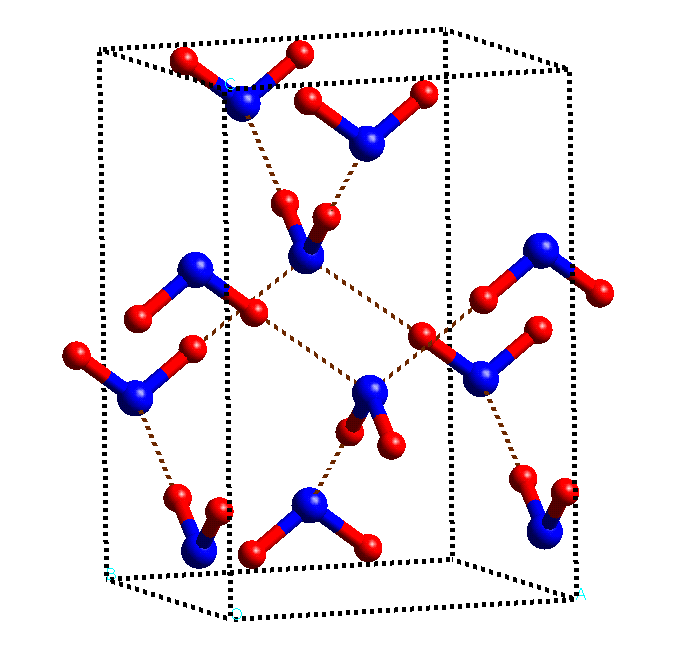
Struktura krystaliczna lodu VIII

Diagram fazowy wody w szerokim zakresie ciśnień

Lód VIII – tetragonalna odmiana lodu, stabilna w wysokich ciśnieniach (~1,5 GPa – 62 GPa) i niskich temperaturach (w ciśnieniu 2,1 GPa aż do +5 °C).

## Charakterystyka
Sieć krystaliczną takiego lodu tworzą dwie przenikające się podsieci o strukturze identycznej jak sieć krystaliczna lodu Ic, niepołączone wiązaniami wodorowymi. Jest ona bardzo podobna do sieci lodu VII, różnica polega na tym, że wiązania wodorowe są w lodzie VIII uporządkowane przestrzennie. Lód VIII powstaje w wyniku ochładzania lodu VII. Gęstość takiego lodu jest większa od gęstości ciekłej wody i równa 1,65 g/cm³ (w 8,2 GPa i 233 K); względna przenikalność elektryczna jest znacznie mniejsza niż dla lodu heksagonalnego i równa 4.
Lód VIII ma znane punkty potrójne lodem VI i lodem VII (5 °C, 2,1 GPa), oraz lodem VII i lodem X (100 K, 62 GPa).